# І Геде Сіман Судартава
І Геде Сіман Судартава (8 вересня 1994) — індонезійський плавець.
Учасник Олімпійських Ігор 2012 року.
Переможець Ігор Південно-Східної Азії 2011, 2013, 2017, 2019 років, призер 2015 року.